# Наши политические задачи
«Наши политические задачи» — брошюра Льва Троцкого, изданная в 1904 году как ответ на работу Владимира Ленина «Шаг вперед, два шага назад». Является первой относительно крупной работой автора; была направлена против партийного раскола в РСДРП, в котором обвинялся Ленин. Брошюра содержит как «критику и опровержение» ленинских идей, так и уничижительные эпитеты в адрес большевистского лидера; в ней Троцкий — считая необходимым привлечь в революционное движение рабочих, а не профессиональных революционеров — выступил со своей концепцией партийного «централизма», отличной от ленинского «заместительства». Кроме того автор — находя много общего между ленинскими идеями и принципами французских якобинцев (подозрительность, доктринёрство, нетерпимость, жажда власти) — предупреждал об опасности «заражения» социал-демократической партии подобными качествами, способными запустить новую волну террора.
Книга была «с негодованием» встречена самим Лениным, отзывавшимся о ней как о «наглом лганье» и «извращении фактов». В советское время Троцкий «постарался забыть» о данной работе, но «многочисленные недруги» постоянно напоминали ему об авторстве критических текстов, направленных «против организационных принципов ленинизма». Ряд исследователей использовал «убедительный» анализ феномена РСДРП(б), проведённый Троцким, в качестве основы для критики теоретического наследия Ленина и его принципов партийного строительства. Книга была переведена на многие языки мира и неоднократно переиздавалась. В 1990 году в СССР был издан сборник «К истории русской революции», содержавший фрагменты брошюры.

## Предыстория. II съезд РСДРП
В октябре 1902 года — после своего первого побега из ссылки — Лев Троцкий оказался в Лондоне, где стал свидетелем «явного охлаждения» в личных отношениях между социал-демократами Юлием Мартовым и Владимиром Лениным. На проходившем с 30 июля по 23 августа 1903 года II-м съезде РСДРП расхождения между членами партии только усилились и произошёл её раскол на две фракции: большевиков и меньшевиков. На самом съезде в Центральный Комитет (ЦК) РСДРП были избраны только сторонники Ленина — Глеб Кржижановский, Фридрих Ленгник и Владимир Носков; меньшевики предлагали кандидатуры Виктора Крохмаля, Троцкого и Любови Радченко — но Ленин не поддержал ни одного из них. В результате, к концу II съезда 24-летний Троцкий «оказался в стане» меньшевиков.

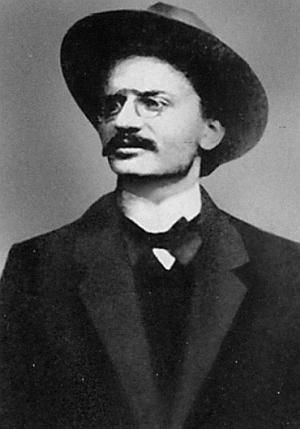
Л. Троцкий в Лондоне (конец 1902)

## История и описание
В 1903 году Лев Троцкий становился всё более известным политическим полемистом, выступая на социал-демократических собраниях в Швейцарии:
С большой речью выступил Троцкий, обрушившийся на большевиков. Такого блестящего оратора мне не приходилось ещё слышать ни в подполье, ни в тюрьме. Бросались в глаза боевой задор, отточенность, пожалуй, нарочитая и чрезмерная, формулировок, полемическое искусство: в руках не меч, а шпага...
В середине октября 1903 года, в Женеве, Троцкий принял участие в совещании 17 меньшевистских деятелей, на котором он — вместе с Мартовым, Потресовым, Аксельродом и Даном — был избран в состав меньшевистского центра («бюро меньшинства»). Составленная Троцким и Мартовым резолюция центра являлась реакцией на успех большевиков на II партийном съезде — меньшевики обвинили сторонников Ленина в расколе партии: создании «замкнутой, односторонне подобранной центральной организации». В результате, члены меньшевистской фракции отказывались передавать ЦК партии находившиеся в их распоряжении транспортные связи с Российской империей, не выполняли поручений Центрального комитета и мешали поступлению в центральную партийную кассу финансовых средств от местных организаций.

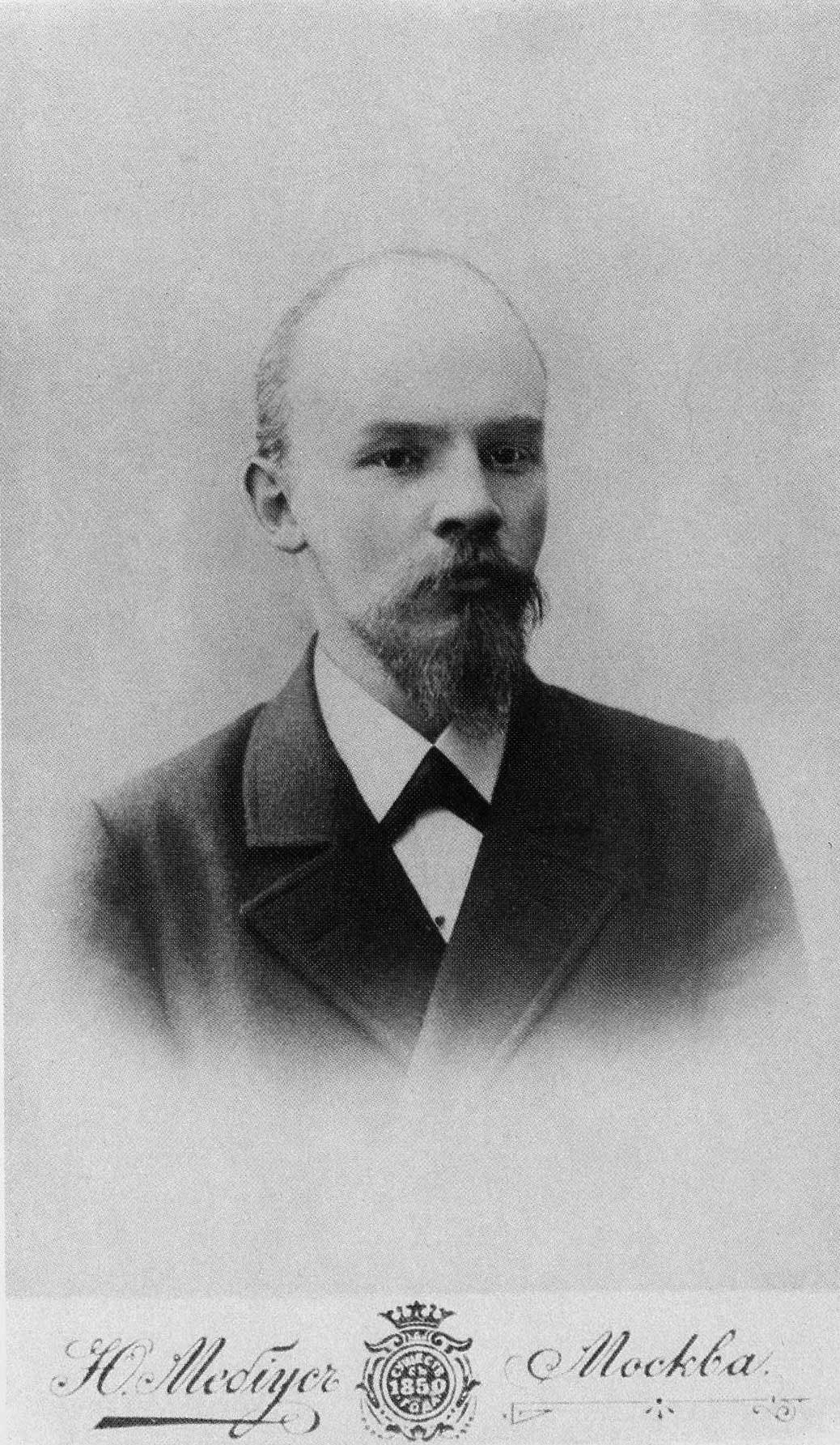
В. Ленин в 1900 году

После этого Троцкий стал участником II съезда Заграничной лиги русской революционной социал-демократии, которая проходила с 26 по 31 октября 1903 года и где у него «произошли очередные столкновения» с Лениным: когда Ленин в своём докладе упомянул, что «одним из искровцев было высказано мнение» не приглашать на съезд представителя журнала «Борьба», Троцкий перебил большевистского лидера фразой «напрасно не называете фамилии оратора, это говорил я».
В тот период Троцкий продолжал активно выступать с поддержкой позиции Мартова по поводу членства в партии, пытаясь высказываться в пользу коллективного, согласованного руководства объединением — против подмены коллективного руководства властью отдельных лиц, то есть прежде всего самого Ленина, который обвинялся Троцким в «центризме». Тексты будущего наркомвоенмора, особенно до их обработки «высокой печатью», также содержали «немало критических суждений» и о самих меньшевиках: в частности, о Георгии Плеханове. В свою очередь лидер большевиков «весьма энергично» полемизировал с Троцким: в частности, в посвящённой итогам съезда брошюре Ленина «Шаг вперёд, два шага назад» (1904) содержались «весьма недоброжелательные» оценки позиции Троцкого. В подготовительных материалах к этой работе Ленин выделял «нетактичность Троцкого», называл его «оппортунистом» и относил к мартовцам.

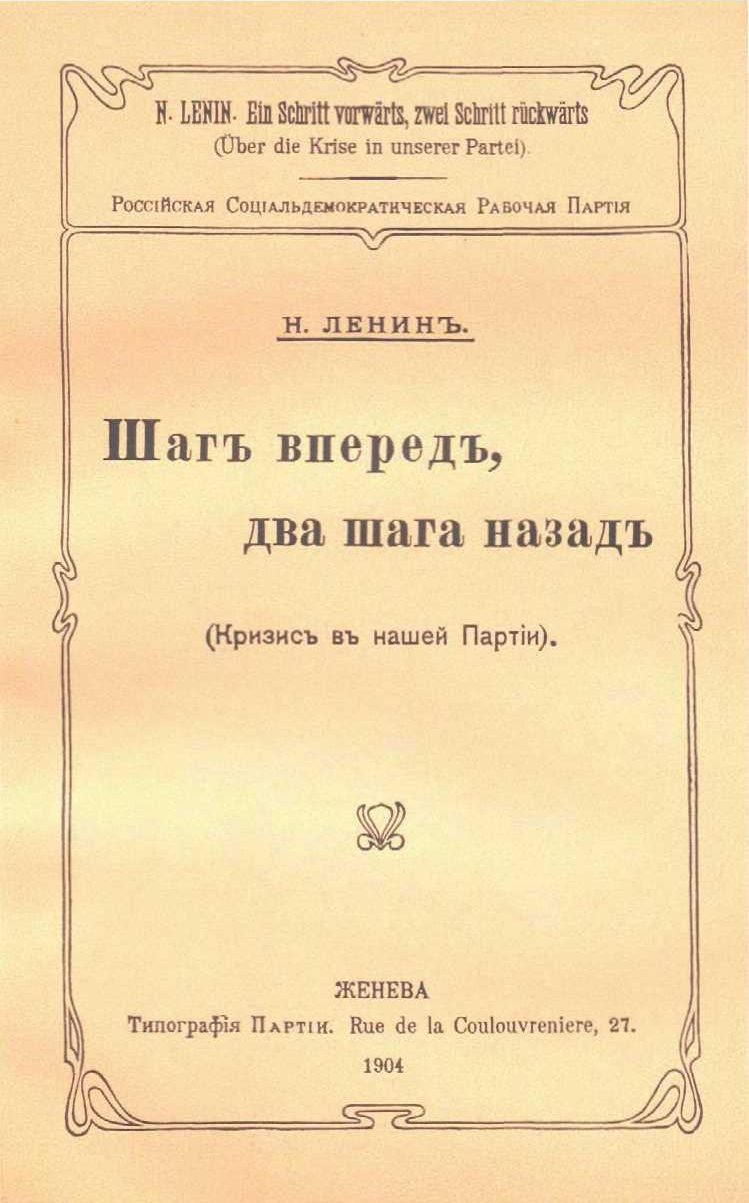
Брошюра «Шаг вперёд, два шага назад»

В ответ на данный текст Ленина, Троцкий опубликовал полемическую брошюру о программных вопросах «Наши политические задачи», посвятив её «дорогому учителю Павлу Борисовичу Аксельроду»; работа была выпущена меньшевистским издательством в августе 1904 года:
[Мартов:] Прошла 1/2 брошюры Троцкого. На мой взгляд, очень хороша, хотя и неровна. Я Вам вышлю ее до сдачи в набор; хотя Тр[оцкий] и просит отложить исправления до корректуры, но, может быть, будет не лишним побудить его внести их кое-где ещё в рукописи.
По мнению самого автора, данная брошюра «представляет собой попытку привлечь внимание товарищей, утомлённое и притупленное наполовину схоластическими организационными дебатами, к вопросам политической тактики, с которыми связана вся дальнейшая судьба нашей партии».

## Критика

### «Издевательства» и «пророчества»
Авторы четырёхтомной биографии Троцкого Юрий Фельштинский и Георгий Чернявский отмечали «боевой и решительный» тон брошюры «юного Льва», считая, что весь «пафос» работы был направлен против партийного раскола, в котором обвинялся Ленин. В то же время Троцкий начинал и несколько дистанцироваться от меньшевистского крыла РСДРП: в частности, в предисловии автором высказывалось сожаление, что русские социалисты как бы не знают других задач, кроме задач мелочной внутренней склоки и не видят других перспектив, кроме перспектив партийного раскола. Троцкий, при этом, высказывал мысль о том, что «острый период прошёл» и что сторонники единства партии в итоге одержат победу — данное «оптимистическое утверждение» не звучало, по мнению Фельштинского и Чернявского искренне.

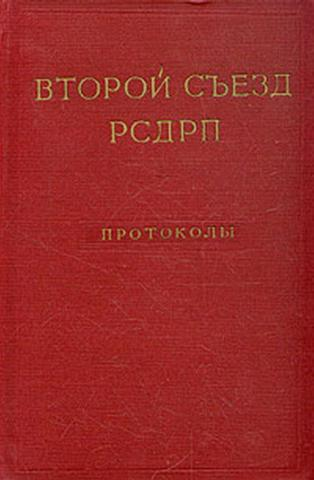
Протоколы II съезда РСДРП

В брошюре, согласно Фельштинскому и Чернявскому, содержалась «острая полемика» против того партийного режима, который вытекает «из совершенно фантастических представлений о путях партийного развития»: сам автор трактовал данные представления как «организационную сутолоку», как приёмы и методы «осадного положения». Главным объектом критики, выраженной ещё в предисловии, являлись ленинские установки: в отдельном разделе брошюры, посвящённом «книжке» Ленина «Шаг вперед, два шага назад», Троцкий утверждал, что в ленинской работе «разрозненным предрассудкам придано подобие системы». Автор «открыто издевался» над лидером большевиков:
Хотя и до выхода названной книжки мы не сомневались, что ничего внушительного тов[арищ] Ленин не сможет сказать в защиту собственной позиции, ибо позиция, занятая им, совершенно безнадежна, но все же такой бледности мысли, какую он обнаружил, мы не ожидали.
Далее в «насыщенной» (англ. dense) работе Троцкого шёл детальный разбор как организационных, так и тактических задач «социал-демократии», который давался как «решительное противостояние» «ортодоксальной теократии» Ленина — «критика и опровержение» ленинских идей занимали центральное место во всей работе. Уничижительные эпитеты «сыпались один за другим»: Ленин упрекался в негибкости мысли, в стремлении насадить в партии «казарменный режим», а также в установке: «Когда против меня восстают, это очень дурно. Когда я восстаю, тогда хорошо». По мнению Троцкого, бумага, на которой писал Ленин, «краснела за него». Троцкий также полагал, что марксизм для Ленина не являлся методом познания действительности — а лишь использовался как «половая тряпка, когда надо затереть следы» или «белый экран, когда надо продемонстрировать своё величие».
По мнению Фельштинского и Чернявского, Троцкий выступал против игнорирования «самодеятельности пролетариата» и против подмены рабочего класса большевистской партией (он называл такую подмену «политическим заместительством»). Возражая Ленину, ссылавшемуся на опыт Великой французской революции и называвшему большевиков «пролетарскими якобинцами» («якобинцами с пролетариатом»), Троцкий «издевательски именовал» самого руководителя большевиков «Максимилианом Лениным» — проводя таким образом параллель между Владимиром Ильичом и Максимилианом Робеспьером. «Якобинская» тактика большевиков, по предположению Троцкого, в конце концов подведёт сам пролетариат под «революционный трибунал» — по обвинению в примиренчестве; большевики обвинялись в намерении расправиться с инакомыслящими с помощью гильотины. Троцкий «не гнушался и более приземлёнными издевательскими характеристиками», называя Ленина «бойким статистиком» (с отсылкой на многочисленные статистические таблицы из книги «Развитие капитализма в России») и «неряшливым адвокатом» (намекая на формальную профессию большевистского лидера).

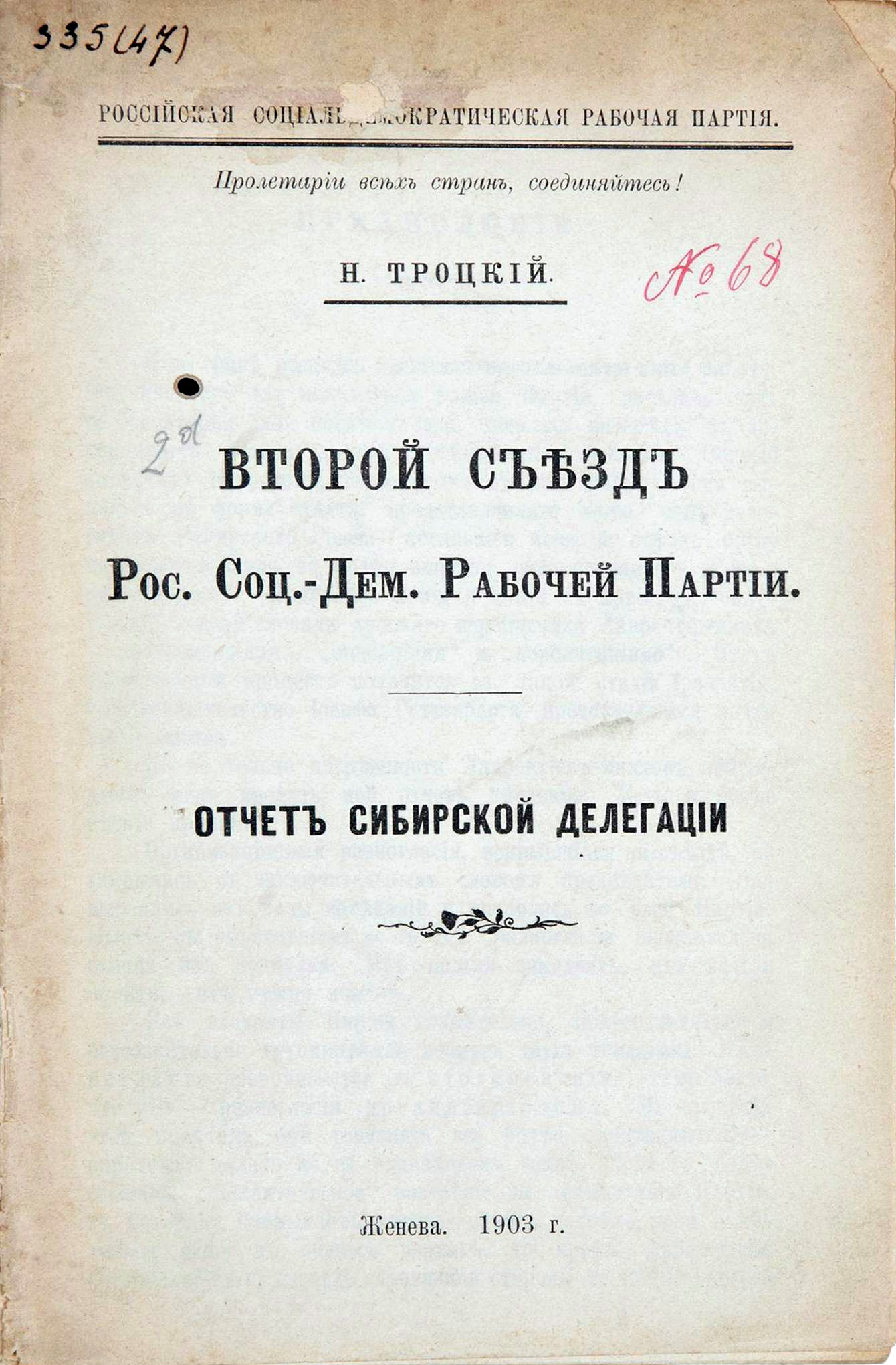
Л. Троцкий «Отчёт Сибирской делегации»

В брошюре, по мнению Фельштинского и Чернявского, была «прозорливо суммирована» суть ленинского плана партийного строительства в РСДРП, неизбежностью которого являлось установление личной диктатуры вождя — сделано «кошмарное предсказание» (англ. prescient nightmare):
Партийная организация подменяет собой партию, Центральный комитет заменяет партийную организацию, и, наконец, «диктатор» подменяет собою Центральный комитет.
Фельштинский и Чернявский отмечали, что подобные «саркастические выводы» делали как другие социал-демократы, так и теоретики анархизма: в частности, со статьями, обвинявшими Ленина в диктаторстве, выступили Аксельрод («Объединение российской социал-демократии и её задачи»), Плеханов («Централизм или бонапартизм? Новая попытка образумить лягушек, просящих себе царя»), Мартов (брошюра «Борьба с „осадным положением“ в Российской социал-демократической рабочей партии»), Вера Засулич (которая саркастически сравнивала Ленина с французским королём Людовиком XIV, автором фразы «Государство — это я») и Роза Люксембург (с её непереводимой с немецкого на английский критикой «всеведущего и вездесущего» — нем. allwissenden und allgegenwartigen — Центрального комитета партии). Аксельрод, в частности, противопоставлял идее о «направляющей и руководящей» роли партии классовую самостоятельность пролетариата (создание массовых рабочих организации). Но именно текст Троцкого, по мнению Фельштинского и Чернявского, «особенно запомнились» читающей публике и позже цитаты из него неоднократно повторялись в качестве «пророчества» или «предупреждения» (возможно потому, что именно Троцкий стал после 1917 года наиболее известным политическим деятелем, перешедшим на сторону Ленина и большевиков).

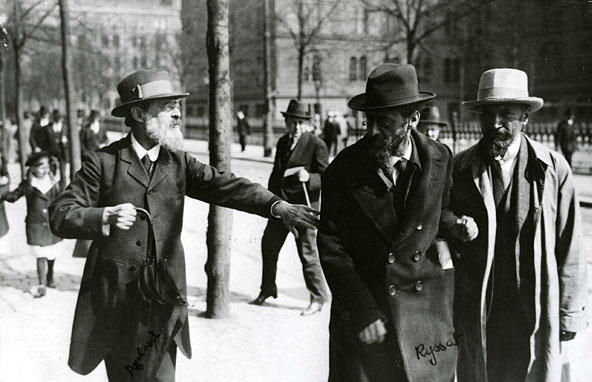
П. Аксельрод, Ю. Мартов и А. Мартынов в Стокгольме (1917)

### «Централизм» Троцкого
Профессор Барух Кней-Пац, подробно анализируя самые ранние работы Троцкого: сочинение о партийной организации 1901 года, сохранившееся только в виде набора цитат; «Отчёт сибирской делегации», написанный сразу после съезда и тесно связанную с отчётом «едкую» (англ. vitriolic) книгу «Наши политические задачи» — отмечал, что именно организация партийной жизни составляла в те годы основной предмет мысли будущего наркома. Троцкий в данных работах выступает в защиту «централизма» в партии, но «централизма», совершенно отличного от того, что был предложен Лениным на II съезде. Проблема, в понимании Троцкого в те годы, состояла в том, как управлять социал-демократическим движением в Российской империи, выросшим за предшествующие годы, но продолжавшим быть «разбросанным» по огромное территории — и потому являвшимся практически «неуправляемым» («рыхлой ассоциацией» местных комитетов, разделённых не столько идеологически, сколько географически).

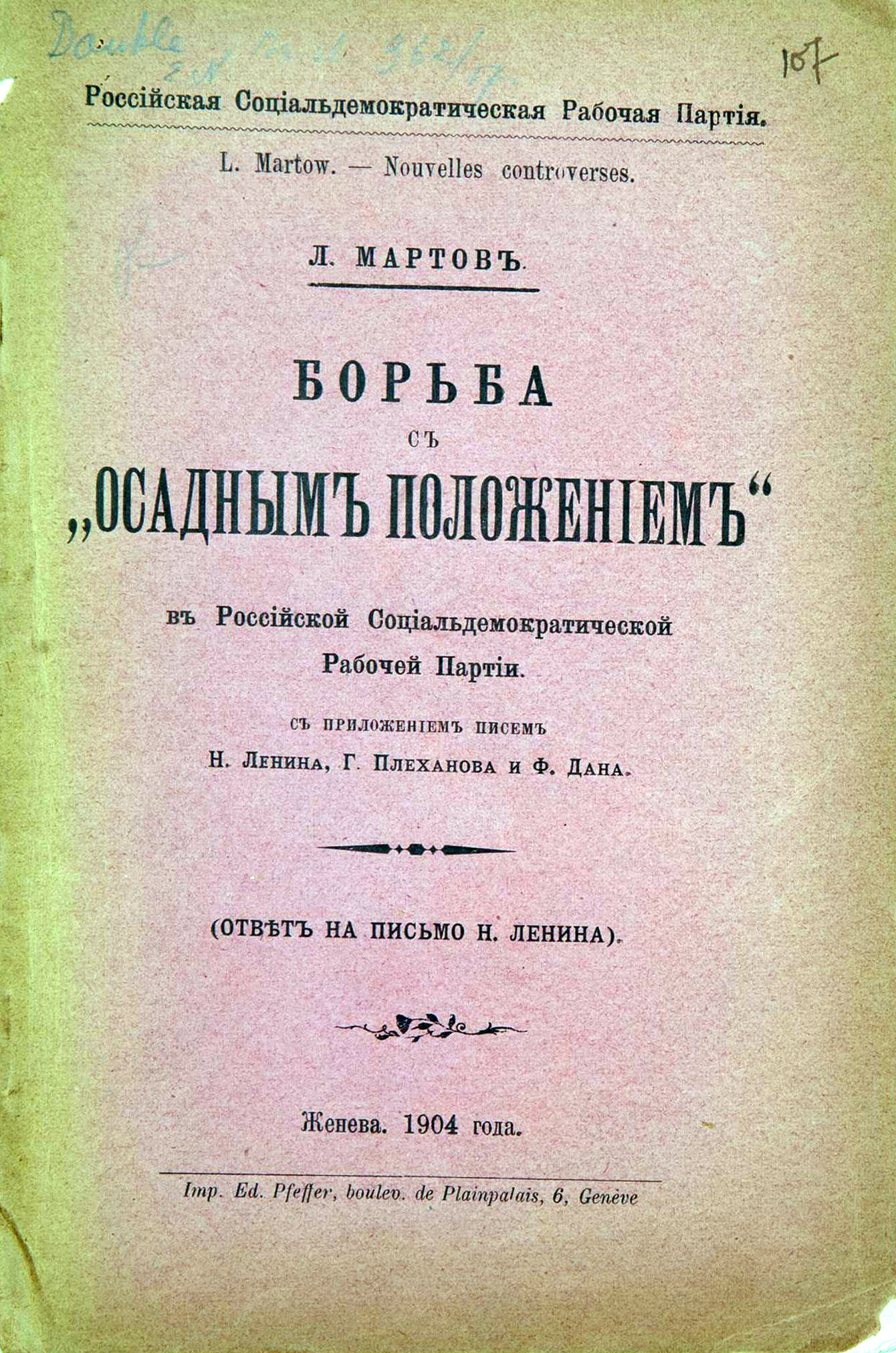
Ю. Мартов «Борьба с осадным положением...» (1904)

По мнению Кней-Паца, Троцкий являлся сторонником наличия «сильного» центрального комитета в партии, но при этом центральные руководящие органы должны были «служить» партии, а не являться её бессменными (англ. self-perpetuating) и бесконтрольными «хозяевами». Иначе говоря, единство партии не должно было достигаться принуждением и регламентацией. Ещё на страницах «Отчёта…» в словах Троцкого Кней-Пац обнаружил «шок» от вызвавших неприязнь (англ. repelled) «авторитарных» предложений Ленина:
|  | Реакция Троцкого напоминает реакцию идеалистичного и наивного неофита, который, впервые увидев своих кумиров вблизи, внезапно осознаёт, насколько искажён был его взгляд на реальность. |

Второй съезд, вместо ожидавшейся Троцким «коллективной выработки» программы партии, стал местом борьбы фракций и персональных распрей делегатов — а Ленин стал наиболее ярким выразителем данных тенденций, свойственных, впрочем, не только ему одному. Троцкий, являвшийся в тот период сторонником широкого, массового социал-демократического движения, был не согласен и с ленинскими принципами партийного строительства, которые он считал направленными на создание отдельной иерархической структуры, имевшей лишь косвенное отношение к революционному движению как таковому («насмешкой над внутрипартийной демократией») — Ленин обвинялся в одержимости идеями контроля, свойственными «бюрократу». Подобному подходу Троцкий противопоставлял принцип, при котором партийная организация координирует деятельность и политику отдельных местных структур, а не предписывает им что делать: «согласование», а не командование — работа в соответствии с принципами «европейского», не «азиатского», централизма.
Троцкий осуждал методы Ленина как способные привести к полному политическому бессилию. «Тоталитарная» форма внутрипартийной организации, по его мнению, была совершенно неспособна «вести массы к революции», сводя партийное руководство к бесполезному изготовлению «истерических прокламаций» и указаний для безразличного к ним населения — что изолировало и препятствовало развитию социал-демократии как таковой. Критикуя Ленина, Троцкий «фактически создавал» у читателя перспективу превращения революционной партии в организацию обычных функционеров, в которой доминировала бы рутина: при этом Троцкий впервые ссылался на «бюрократический централизм» — концепцию, которая впоследствии станет важной составляющей его понимания сталинизма (см. «Преданная революция»).
В книге «Наши политические задачи» Троцкий, по мнению Кней-Паца, развивал мысль о том, что ленинский подход приведёт к образованию «тайной заговорщической организации» (англ. conspiracy) — «группы конспираторов», которая будет утверждать, что представляет «рабочий класс», в реальности подменяя собой таковой. Альтернатива, предлагаемая Троцким, заключалась в создании центрального комитета с целью преодоления ограничений, связанных с исключительно локальной активностью местных комитетов, и организация партийной жизни, направленная на то, чтобы «дотягиваться» (англ. reach) до рабочих, привлекая их в партию. Иные, не массовые, принципы организации были, согласно Троцкому, либо обречены на провал, либо могли привести к власти только «немарксистские», «непролетарские» группы. Иначе говоря, следуя марксистскому принципу, что характер революции определяется характером той социальной группы, которая данную революцию «делает», Троцкий считал необходимым привлечение в социалистическое революционное движение самих рабочих — а не профессиональных революционеров. Применение в революционной партии принципа «разделения труда», свойственного капиталистическому обществу, могло, по мысли Троцкого, привести лишь к видимости социалистической революции. Освобождение от «царизма» с помощью заговорщической организации таило даже большую опасность, чем сам царский режим.
Необходимость в партийной дисциплине, как и в наличии центральной общенациональной штаб-квартире движения, не вызывала сомнений у Троцкого — он отрицал лишь превращение человека в робота («дурманящую» заводскую дисциплину), свойственное «капиталистическому фабричному производству» или «барачному режиму»; при этом «армейская» дисциплина считалась будущим наркомвоенмором позитивным примером. Внутрипартийная демократия была наивысшим приоритетом, отстаивавшимся Троцким в данной работе. Ленинский же подход Троцкий считал направленным на «нейтрализацию» рабочего движения, дабы партия — а точнее, её избранное руководство — могло «заниматься делом революции» (англ. pursue the business of revolution) без вмешательство предположительно ненадёжных и неопытных элементов, способных только затруднить борьбу за социализм «революционеров на постоянной основе» (англ. full-time). При таком подходе функции пролетариата сводились бы только к «демонстрации поддержи и солидарности» с партийным руководством — причём, исключительно в тот момент, когда последнее призовёт в таковой. Подобную систему Троцкий обозначил термином «заместительство».

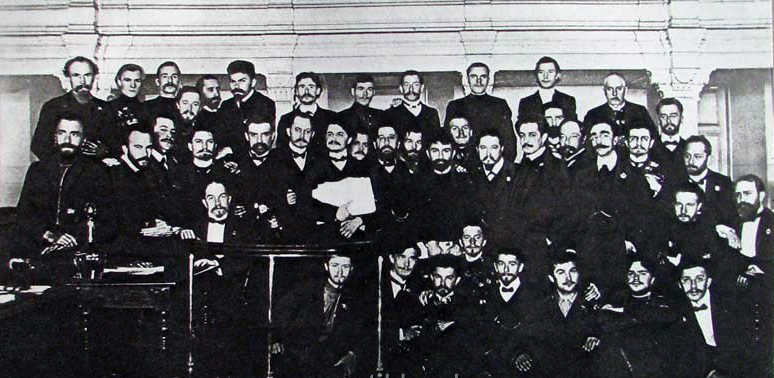
Троцкий среди рабочих депутатов Петербурга (1905)

|  | Для [Троцкого] существующие различия между членами партии и её фракциями, естественным образом исчезнут с образованием фундаментального единства, которое неизбежно должен был создать революционный кризис. Доктринальные обличительные речи... и сектантские дрязги неизбежно должны были растаять при повышении революционной температуры. |

### Отношение к «экономизму». Самодеятельность пролетариата
Постепенные экономические реформы в рамках уже существующих государственных институтов, пропагандировавшиеся «экономистами», вызывали критику как Ленина, так и Троцкого. В отличие от лидера большевиков, Троцкий признавал на страницах «Наших политических задач» первоначальную полезность идей «экономизма»: в то время как большинство рабочих не имели каких бы то ни было представлений об организованной борьбы за свои требования, «экономисты» способствовали распространению среди пролетариата элементарных идей об организации как таковой — его «пробуждению от апатии». Но последующие развитие идей, близких к «трейд-юнионизму», не поддерживалось революционером.
При этом профессор Кней-Пац считал, что «по духу» идеи партийного строительства в РСДРП, отстаивавшиеся Троцким были близки к принципам «экономизма»: не в части «политической наивности», постепенности и нереволюционной осторожности — но в части ежедневной образовательной работы среди рабочих, которых Ленин, по мнению Троцкого, совершенно «забросил» (англ. abandoned). Троцкий как бы напоминал читателям, что, согласно марксистской идеологии, основой революционной партии является рабочий класс и что распространение марксизма среди интеллигенции является лишь первой частью развития марксистского движения. Обучение же рабочих являлось обоюдовыгодным процессом: развитие представлений пролетариев об окружающем мире и их месте в нём приводило как к их «революционному пробуждению», так и к «естественной» поддержке партии. Некоторая «преувеличенная» (англ. exaggerated) наивность будущего наркомвоенмора в отношении участия рабочих в партийной жизни и их «самодеятельности» вызывало у профессора Кней-Паца вопрос, не являлась ли она преднамеренной — дабы подчеркнуть противоположный «экстремизм» ленинских идей.

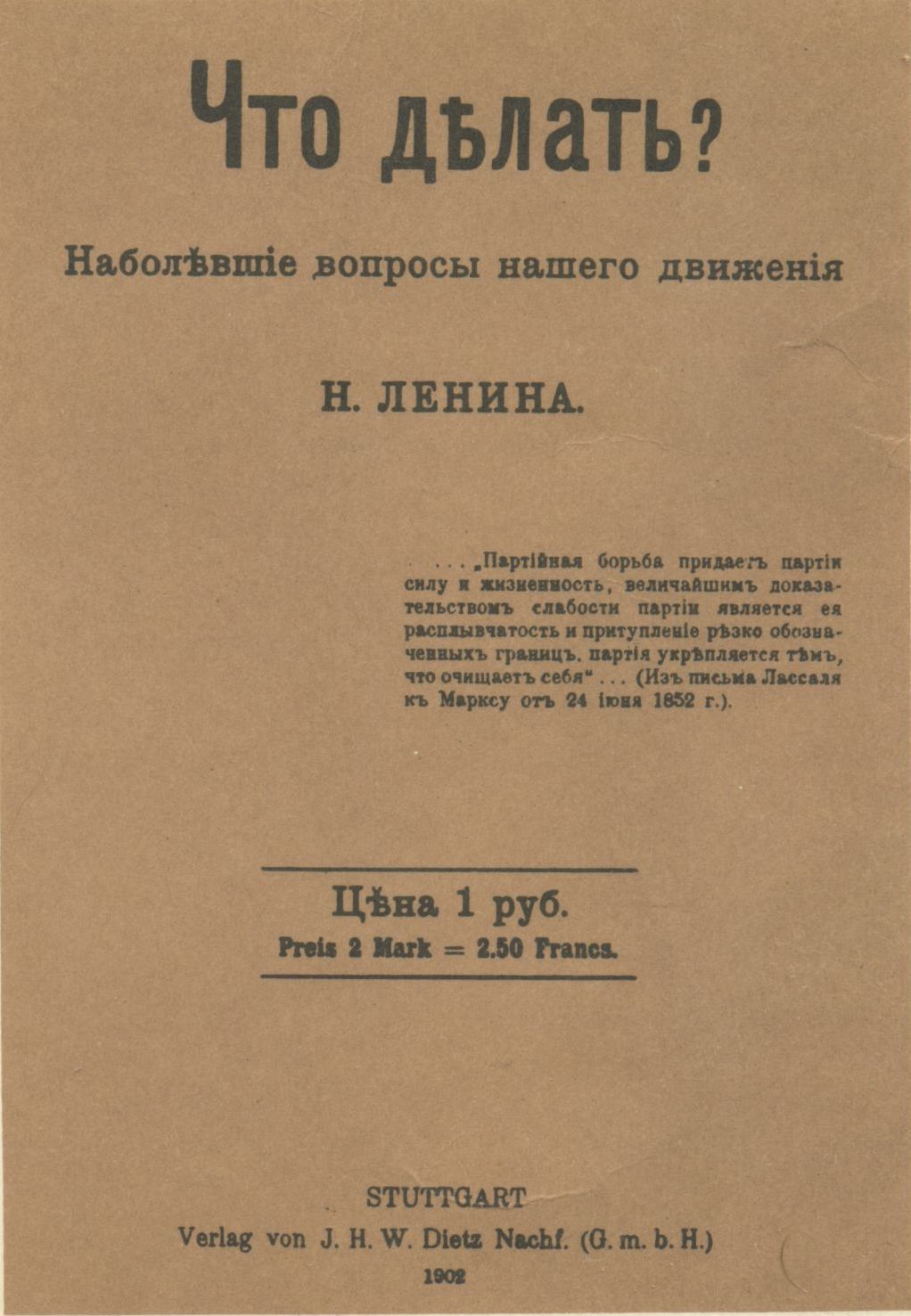
Ленин «Что делать?»

Собственную интерпретацию термина «самодеятельность», использованного Троцким и Аксельродом, давал историк Лих: по его версии, высказанной при анализе ленинского труда «Что делать?» и связанной с ним дискуссии, революционеры имели в виду не «инициативу» рабочих, а «самобытные действия» (англ. distinctive action) — действия, направленные на противопоставление пролетариата другим общественным классам. Иначе говоря, Троцкий и Аксельрод обвиняли текущую политику партии в, одновременно, отсутствии массовой «деятельности» (избыточному вниманию к публикации печатной продукции) и недостаточной «самостоятельности» той деятельности, что велась (выступления против царизма, против которого в те годы выступали и социалисты-революционеры и даже либералы, не давали рабочим представления об отличности их собственных «классовых интересов»). «Доминирующей темой» работы Троцкого было то, что рабочая партия не справлялась со своими непосредственными политическими задачам: «интеллектуальные фехтования» и «идеологические войны», которые были обоснованы в ранние годы существования организации, должны были — по версии Троцкого — уступить место задачам воспитания и обучения как пролетариата, так и от последнего. Вместо этого партия постепенно превращалась в «вещь в себе» — систему, не заботящуюся о внешнем мире.
Как «экономизм», так и «заместительство» Троцкий обвинял в попытке «упрощения» революционной задачи: первый сводил интересы рабочего класса к «сиюминутным»; второй замещал сложные, многогранные требования рабочих интересами избранной группы, составлявшей партийное руководство. «Неверие» и «отчаяние» в отношении пролетариата также, по мысли Троцкого, объединяли эти два социал-демократических течения — как роднила их и пассивность перед «тактическими трудностями», которые «экономисты» обходили за счёт отказа от политики как таковой, а большевики — за счёт передачи политической деятельности в руки избранных профессионалов.

### Социальная-демократия и якобизм
Заключительная глава «Наших политических задач» носила название «Якобизм и социальная-демократия»; в ней Троцкий, по мнению Кней-Паца, отвергал и намеревался опровергнуть высказанную ранее в брошюре «Шаг вперед, два шага назад» Лениным мысль, что «якобинец, неразрывно связанный с организацией пролетариата, сознавшего свои классовые интересы, это и есть революционный социал-демократ» — мысль которую Кней-Пац интерпретирует как разделение «социальной доктрины» и «революционной практики»; мысль о том, что для социалистической революции возможно перенять методы буржуазной — поскольку существуют «универсальные константы» в самом революционном процессе как таковом.
Троцкий же — для которого данные термины являлись историческими и социальными категориями, а не «автономными универсалиями» — посвятил страницы главы анализу отличительных особенностей якобизма и социал-демократии. Отзываясь о якобизме как о максимально радикальном (для буржуазного общества) течении, он писал о подавлении общественных противоречий, которого якобинцы достигали, апеллируя — в теории — к правам абстрактного человека, а на практике — к гильотине. Называя якобинцев «утопистами» и «идеалистами», будущий нарком видел их попытку устройства равноправного общества при сохранении частной собственности и «классовой эксплуатации» заранее обречённой на провал: «наложение» же внутренних противоречий данной попытки привело к тому, что якобинцы «активировали гильотину». Таким образом, якобинская вера в абсолютную идею сопровождалась полным безверием в живых людей; что закончилось подозрительностью ко всему миру и упадком в их собственных рядах.
|  | Все бросились сообщать Ленину, что якобинцы были буржуазными революционерами, чья организация не была образцом для социал-демократии. |

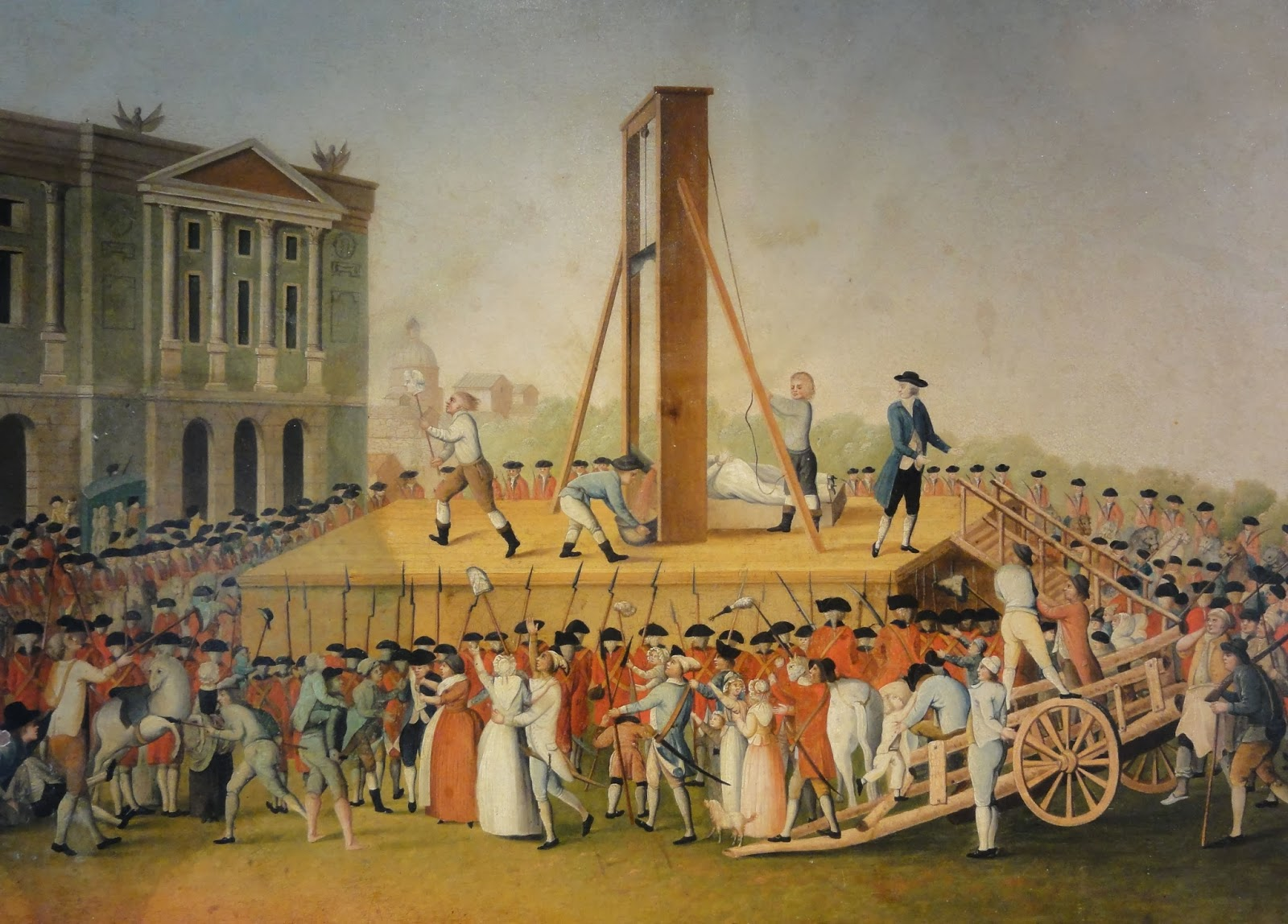
Казнь Марии-Антуанетты (1793)

Будущее же «идеализированной» социал-демократии Троцкий считал базирующимся не на идеализме и «метафизической истине», а на «реалиях общественного развития». Поддержку партии, по его мнению, оказывал не абстрактный идеал, а реально существующий социальный класс; там где якобизм с подозрением относился к социальным противоречиям, марксизм принимал их как неизбежное свойство «досоциалистического» общества. Отклонения, которые якобинцы подавляли гильотиной, Троцкий предполагал разрешать идеологически и политически.
Основной же задачей финальной главы, по мнению Кней-Паца, являлось показать, что якобизм не просто исторический феномен — он мог «воскреснуть» и после XVIII века. Несмотря на всю идеализацию социал-демократической партии, Троцкий считал и её — как и любое революционное течение — подверженной опасности заразиться «новым якобизмом», под которым будущий нарком подразумевал большевизм. Находя много общего между ленинскими идеями и принципами якобинцев: подозрительность, доктринёрство, нетерпимость, жажда власти и так далее — Троцкий отмечал что у французский экстремистов хотя бы было «очарование», связанное с оригинальностью их взглядов для своего времени; а повторение тех же принципов в XX века воспринимались Троцким как «пародия» на ранее увиденную «драму», пусть и с «русскими декорациями». При этом Троцкий верил, что если методы Ленина не будут отвергнуты — «изгнаны» (англ. exorcised) — партией, то большевизм имел шансы уничтожить РСДРП как пролетарскую партию; «манипулятивности» большевизма будущий глава Красной армии противопоставлял «свободное и открытое соревнование идей».

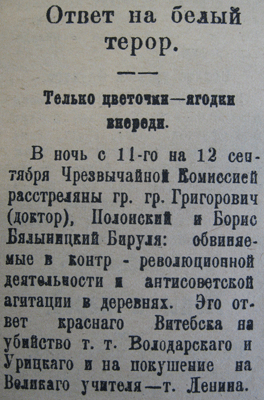
Сообщение о красном терроре в Витебске (1918)

В книге Троцкий отзывался о Ленине как о человеке, считавшем что есть только одна истина — а сам Ленин является её «хранителем»; подобная «отговорка» вполне могла запустить новую волну террора. В случае, если партия позволит себе допустить подобное, «режим террора» и «диктатура над пролетариатом» становились реальными перспективами — особенно, с учётом «отсталости» Российской империи в целом, и её пролетариата, в частности (см. «Наша революция»). При этом Троцкий не верил в будущее большевизма как революционной тактики — не объясняя почему, он настаивал на том, что ленинские методы партийного строительства приведут к «краху» (англ. bound to collapse). Подобный вывод, по мнению Кней-Паца, не был согласован с остальным текстом памфлета.

### Реакция Ленина
Брошюра Троцкого была «с негодованием» встречена Лениным: в сентябре 1904 года он писал большевику М. Лейбовичу, что ему «трудно передать весь тот вздор, который они [Троцкий и другие критики] теперь мечут, спекулируя на невежестве публики, на её незнакомстве с историей [революционного] движения»; в октябре, в письме Елене Стасовой, «Ильич» утверждал, что «брошюра [Троцкого] представляет собой самое наглое лганьё, извращение фактов». Вскоре Ленин создал и презрительную кличку для Троцкого, заимствовав её из сатирического романа Михаила Салтыкова-Щедрина «Современная идиллия»: в обращении к Сибирскому и Имеретино-Мингрельскому комитетам РСДРП, Ленин предостерегал их членов от доверия ко «лжи» за авторством «Балалайкина-Троцкого» — после чего повторял «многочисленные ругательства» в его адрес.
При этом, историк из Калгари Антонио Карло, анализируя «идеологическое развитие» Троцкого между 1904 и 1919 годами, утверждал, что разногласие с Лениным по организационной проблеме были де-факто преодолены уже в 1905—1907 годах и лишь «исторические обстоятельства» не позволили примирению между революционерами произойти тогда же.

## Влияние
После публикации брошюры — в конце 1904 года — Троцкий вошёл в состав меньшевистской Агитационной комиссии из семи человек, руководившей агитационно-пропагандистской деятельностью меньшевиков в Российской империи в канун Революции 1905 года. Позже — уже в советское время — Троцкий, ставший в те годы ближайшим соратником Ленина, «постарался забыть» о своей брошюре, в которой от лидера большевиков «не осталось… живого места»: это была единственная крупная работа Троцкого, которая не была переиздана в те годы, когда Троцкий находился у власти, и о которой автор никогда не упоминал ни в печати, ни в публичных выступлениях.

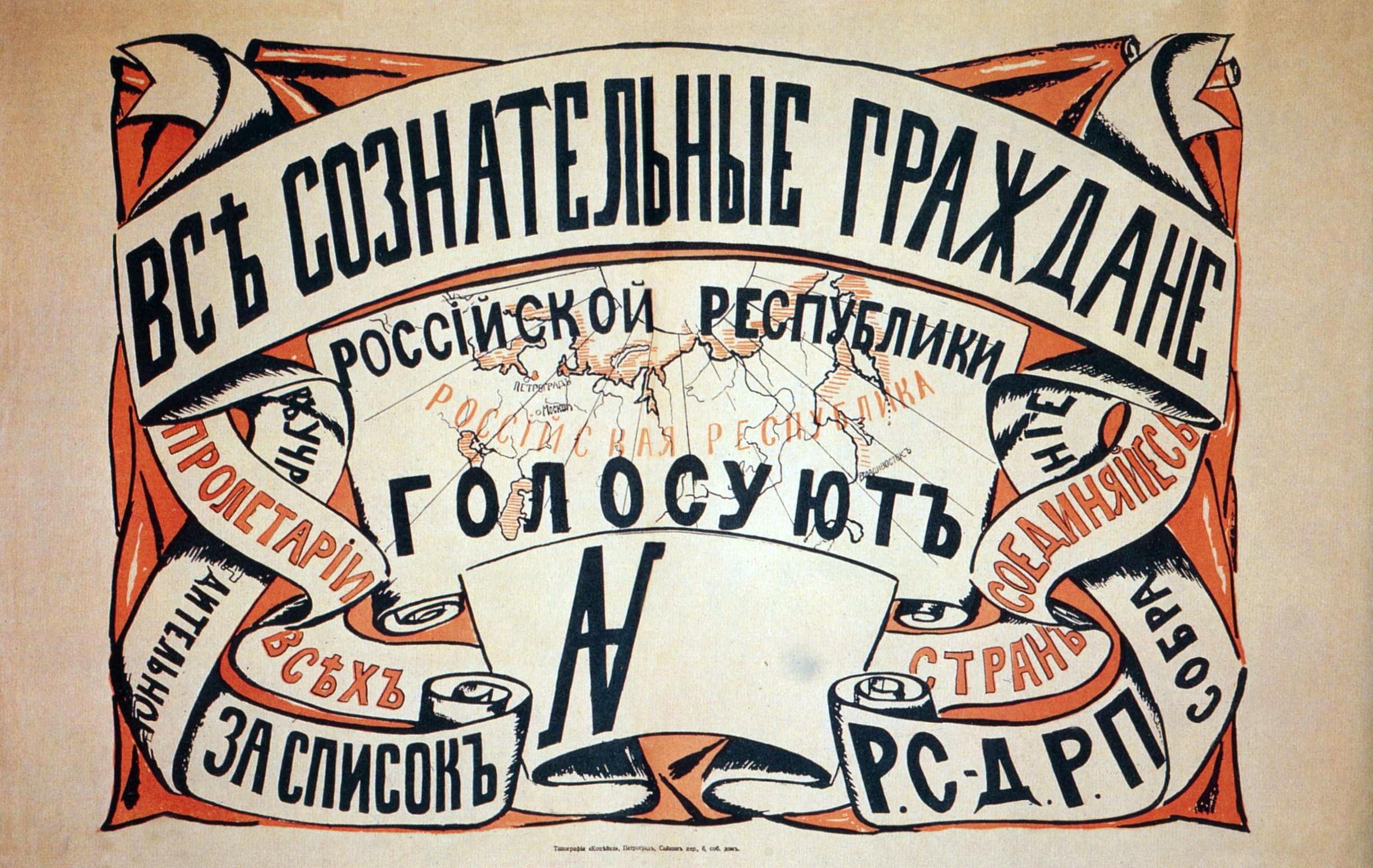
Плакат «Все сознательные граждане Российской республики голосуют за РСДРП» (1917)

Однако, об этой работе Троцкого не забыли его «многочисленные недруги»: после того, как Троцкий стал советским оппозиционером, ему постоянно «напоминали» об авторстве критических текстов, направленный против Ленина и партийной диктатуры («против организационных принципов ленинизма»). В период борьбы за власть, в середине 1920-х годов, Троцкий решил избавиться от «политической помехи» (англ. political liability), связанной со своими высказываниями начала века, написав летом 1927 года, что Ленин всегда был прав, говоря о преемственности между большевиками и якобинцами — а «окончательный приговор» был вынесен самим автором почти 30 лет спустя: «его [Ленина] поведение казалось мне недопустимым, ужасным, возмутительным. А между тем, оно было политически правильным и, следовательно, организационно необходимым». О книге «Наши политические задачи» также старались не вспоминать как члены американской Социалистической рабочей партии, так и троцкистской Рабочей партии США; «игнорирование» работы закончилось лишь с выходом трилогии Дойчера и книги Кней-Паца.
Постепенная «эволюция» большевизма делала, по мнению ряда исследователей, «убедительный» анализ Троцкого — к которому было применимо и слово «вскрытие» — феномена РСДРП(б) (и революционной партии вообще) актуальным и во второй половине XX века. Цитаты из Троцкого и Розы Люксембург активно использовались исследователями теоретического наследия Ленина и его принципов партийного строительства и в XXI веке.

Обложка книги «О партии в 1904 г.» (1928), содержащей статью

## Издания
- Троцкий Н. Наши политические задачи. (Тактические и организационные вопросы). — Женева: Изд. Российской Социал-демократической Рабочей Партии, 1904. — XII, 107 с.

Непосредственно после II съезда РСДРП, в 1903 году, Троцкий опубликовал «Отчёт Сибирской делегации», тесно связанный с брошюрой:
- Троцкий Н. Второй съезд Российской социал-демократической рабочей партии (Отчёт Сибирской делегации). — Женева: Изд. Российской Социал-демократической Рабочей Партии, 1903. — 36 с.

В 1928 году комиссия Истпарт переиздала работу Троцкого под заголовком «Л. Д. Троцкий о партии в 1904 г.», снабдив авторский текст предисловием и комментариями:
- Троцкий Л. Л. Д. Троцкий о партии в 1904 г. : Брошюра Н. Троцкого «Наши политические задачи» с коммент. Истпарта и вступ. статьей Ем. Ярославского / Истпарт ЦК ВКП(б). — М. ; Л.: Госиздат, 1928. — 256 с. — 20 000 экз.

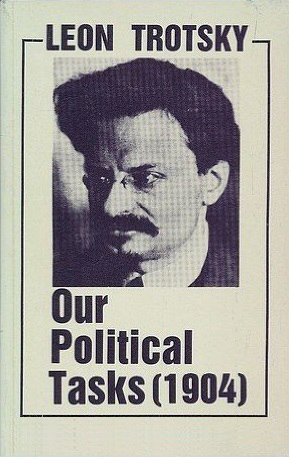
Trotsky «Our Political Tasks»

В 1990 году фрагменты «Наших политических задач» вошли в сборник «К истории русской революции», подготовлен профессором Николаем Васецким — факт публикации в СССР «ученической» работы Троцкого, «интересной только узким специалистам», вызвал критику со стороны профессора Владимира Мамонова.

## Переводы
К 1989 году «Наши политические задачи» были переведены на английский (под заголовком англ. Our Political Tasks), французский (1968, переиздана в 1970), немецкий (под заголовком нем. Schriften zur revolutionären Organisation, 1970), итальянский (1972) и испанский (1975) языки.

## Текст
- Текст книги на русском языке (фрагмент)
- Текст книги на английском языке